# Aïssa Diori

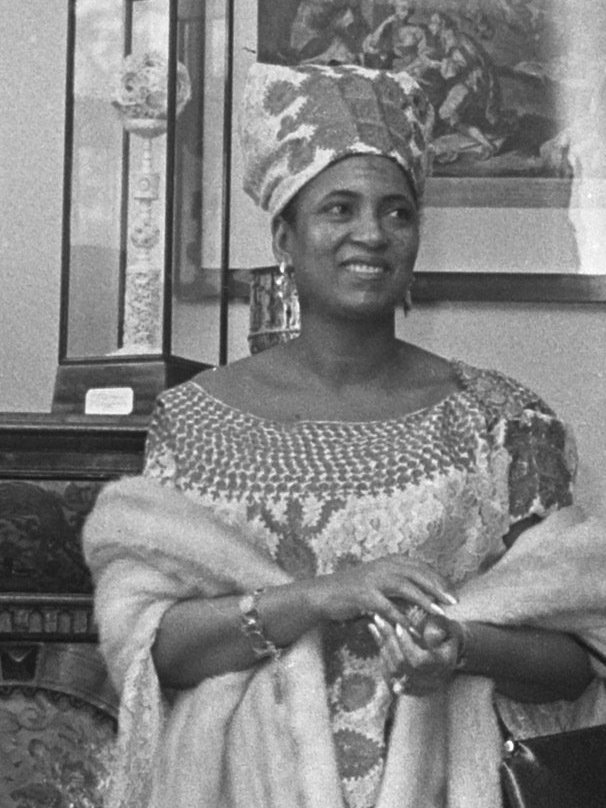
Aïssa Diori (1968)

Aïssa Diori (* 1928 in Dogondoutchi; † 15. April 1974 in Niamey; auch Aïchatou Diori, geborene Aïssa Amadou) war die Ehefrau des nigrischen Staatspräsidenten Hamani Diori und die Ehrenvorsitzende der Frauenorganisation Union des Femmes du Niger.

## Leben
Aïssa Amadou wurde im zu Dogondoutchi gehörenden Dorf Togone geboren und gehörte der Ethnie der Fulbe an. Am 9. Mai 1945 heiratete sie den Lehrer Hamani Diori. Das Paar hatte sechs Kinder. Ihr ältester Sohn war der Geschäftsmann und Politiker Abdoulaye Hamani Diori.
Hamani Diori engagierte sich ab 1946 politisch in der Nigrischen Fortschrittspartei und war von 1960 bis 1974 der erste Staatspräsident im von Frankreich unabhängigen Niger. Aïssa Diori übernahm die Patronanz der 1958 gegründeten Frauenorganisation der Partei, der Union des Femmes du Niger (UFN; deutsch: „Union der Frauen Nigers“), die sie bis zu ihrem Tod innehatte. Die Organisation war eine Allianz von Frauen aus der Hauptstadt Niamey, die sich für den Zugang von Frauen zu Bildung, für Arbeitsplätze für Frauen und für mehr sanitäre Einrichtungen einsetzte. Zudem bemühte sie sich um Gesetzesreformen zu Ehe und Brautpreis sowie um ein eigenes Familiengesetz, scheiterte jedoch mit diesen politischen Anliegen. Der politischen Partizipation von Frauen im Niger der 1960er und 1970er Jahre blieben deutliche Grenzen gesetzt. Die First Lady und ihre UFN verankerten jedoch die Präsenz von frauenspezifischen Anliegen in der Öffentlichkeit, worauf spätere feministische Bestrebungen um politische Teilhabe ab den 1990er Jahren aufbauen konnten. Aïssa Diori häufte während der Herrschaft ihres Mannes beträchtlichen persönlichen Besitz an, insbesondere Immobilien in der Hauptstadt. Regimekritische Studenten gaben ihr den Beinamen l’Autrichienne. Sie trat auch als Mäzenin von Künstlern wie der Sängerin Bouli Kakasi und des Sängers Mamman Shata in Erscheinung.
In der Nacht auf den 15. April 1974 drang der Offizier Gabriel Cyrille mit mehreren Soldaten in den Präsidentenpalast ein. Im Zuge der gewaltsamen Auseinandersetzungen wurde Aïssa Diori von Sergeant Niandou Hamidou erschossen. Die Aktion war Teil eines Militärputsches, bei dem die gesamte Staatsführung abgesetzt wurde und in dessen Folge der Oberste Militärrat unter der Führung von Seyni Kountché die Macht im Staat übernahm.